# Джан Имин
В това китайско име фамилията Джан стои отпред.
Джан Имин (на китайски: 张一鸣, на пинин: Zhang Yiming) е китайски бизнесмен.
Роден е през април 1982 година в Лунен, провинция Фудзиен. През 2005 година завършва софтуерно инженерство в Нанкайския университет в Тиендзин. Работи в различни софтуерни предприятия, а през 2009 година купува от фалиралия ѝ собственик онлайн платформата за недвижими имоти „99fang.com“. През 2012 година основава фирмата „БайтДенс“, която през следващите години има огромен успех с приложенията си за смартфони, най-вече агрегатора за новини „Тоутяо“ и платформата за споделяне на видео „ТикТок“. През 2018 година цензурата закрива социалната мрежа на „БайтДенс“ „Нейхан Дуандзъ“ и Джан Имин е принуден да прави публични декларации за лоялност към режима на Китайската комунистическа партия.
Към юни 2020 година личното състояние на Джан Имин се оценява на 22,6 милиарда долара.